# Timea granulata
Timea granulata är en svampdjursart som beskrevs av Patricia R. Bergquist 1965. Timea granulata ingår i släktet Timea och familjen Timeidae.
Artens utbredningsområde är havet kring Palau. Inga underarter finns listade i Catalogue of Life.